# 表領域
表領域 もしくは テーブルスペース (英: tablespace) はデータベースが実際のデータを配置する補助記憶装置上の領域である。テーブルやインデックス等の物理的なデータは表領域内に作成される。
表領域はデータが配置される領域の位置のみを表し、データベースの論理的なデータ構造やスキーマは別に管理される。例えば、1つのスキーマが複数の異なる表領域に跨って配置されることもある。同様に、1つの表領域が複数のスキーマを含む場合もある。一部のデータベースでは1つのデーブルを複数の表領域に分割して配置し、性能や可能性の向上を図ることもできる。
表領域を使うことにより、管理者はデータのディスク上の配置状態を制御できる。表領域の典型的な用途は、性能の最適化である。例えば、利用頻度の高いインデックスや頻繁に更新されるテーブルを高速な SCSI ディスク上に配置し、一方めったにアクセスされないアーカイブデータは安価な ATA ディスクに配置することで、コストパフォーマンスを高められる。
データベースによっては、表領域をファイルシステム上ではなく、ストレージ・デバイス上に直接作成できるものもある。この方式は「RAW デバイス」と呼ばれ、ファイルシステムのオーバーヘッドを抑えることでより高いパフォーマンスを提供する。一方、ファイルシステムを管理するためのcpコマンドやCOPYコマンドなど一般的なツール類は利用できなくなるため、バックアップ等は専用のツールを使う必要がある。